# Hermann Zeller (Theologe)
Hermann Zeller SJ (* 3. Oktober 1914 in Berlin; † 4. Dezember 2014 in Rum (Tirol)) war ein deutscher römisch-katholischer  Theologe. 

## Leben
Theodor Innitzer weihte ihn 1942 in der Canisiuskirche (Wien) zum Priester. 1947 erwarb er bei Theodor Steinbüchel die Promotion. Nach der Habilitation 1950 im Fach Dogmatik bei Karl Rahner lehrte er Fundamentaltheologie in Innsbruck.

## Schriften (Auswahl)
- Lebensfreude, ernst genommen. München 1976, ISBN 3-7607-8172-1.
- Kirche, Heimat des Glaubens. Innsbruck 1980, ISBN 3-7022-1371-6.
- Auf dem Weg zum guten Menschen. Überlegungen für nachdenkliche Christen. Linz 1983, ISBN 3-85329-360-3.
- Wege nach oben. Natur erleben – Gott finden. Linz 1984, ISBN 3-85329-448-0.